# Iglesia de Sant Miquel de Vilageriu

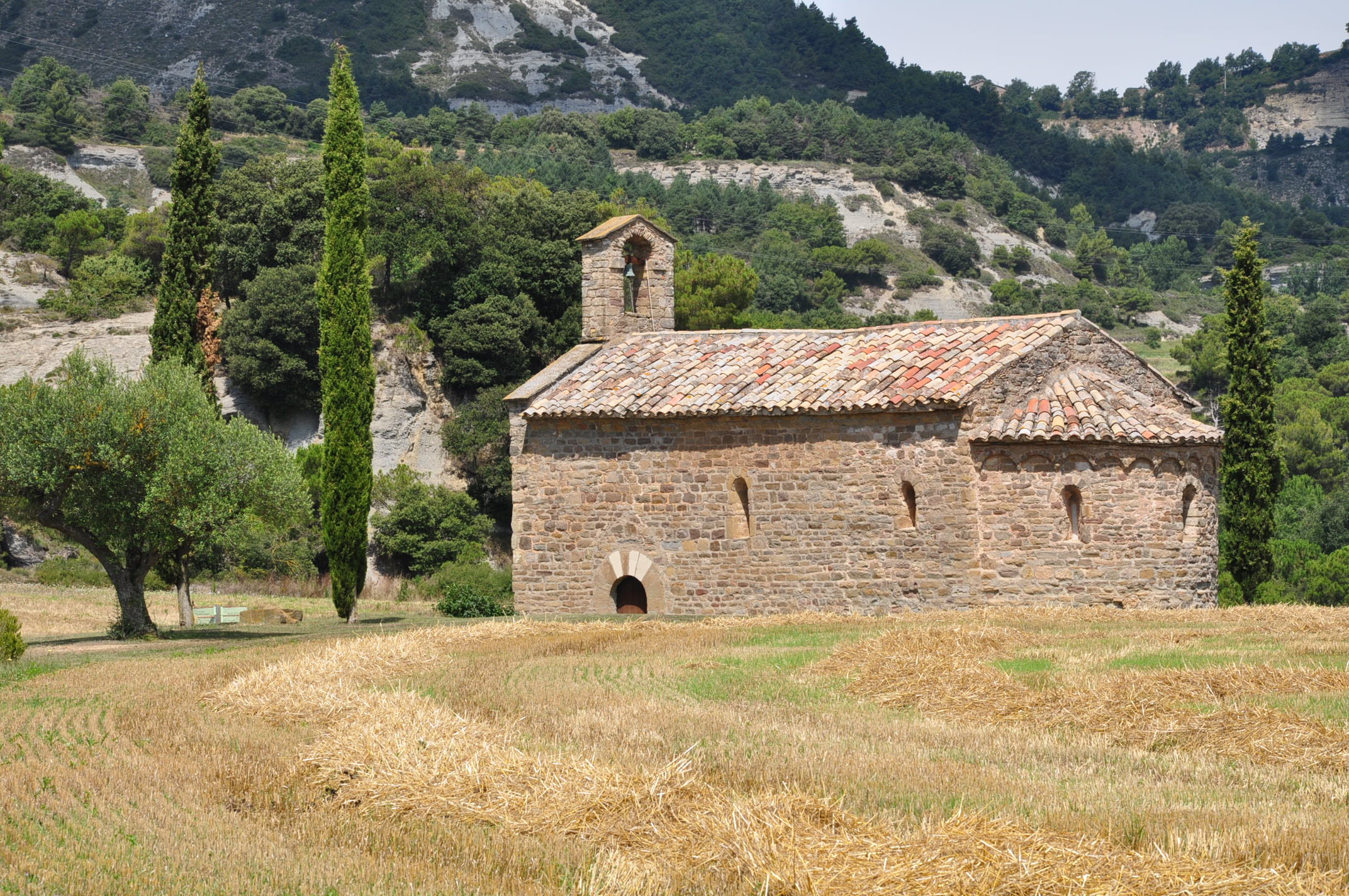

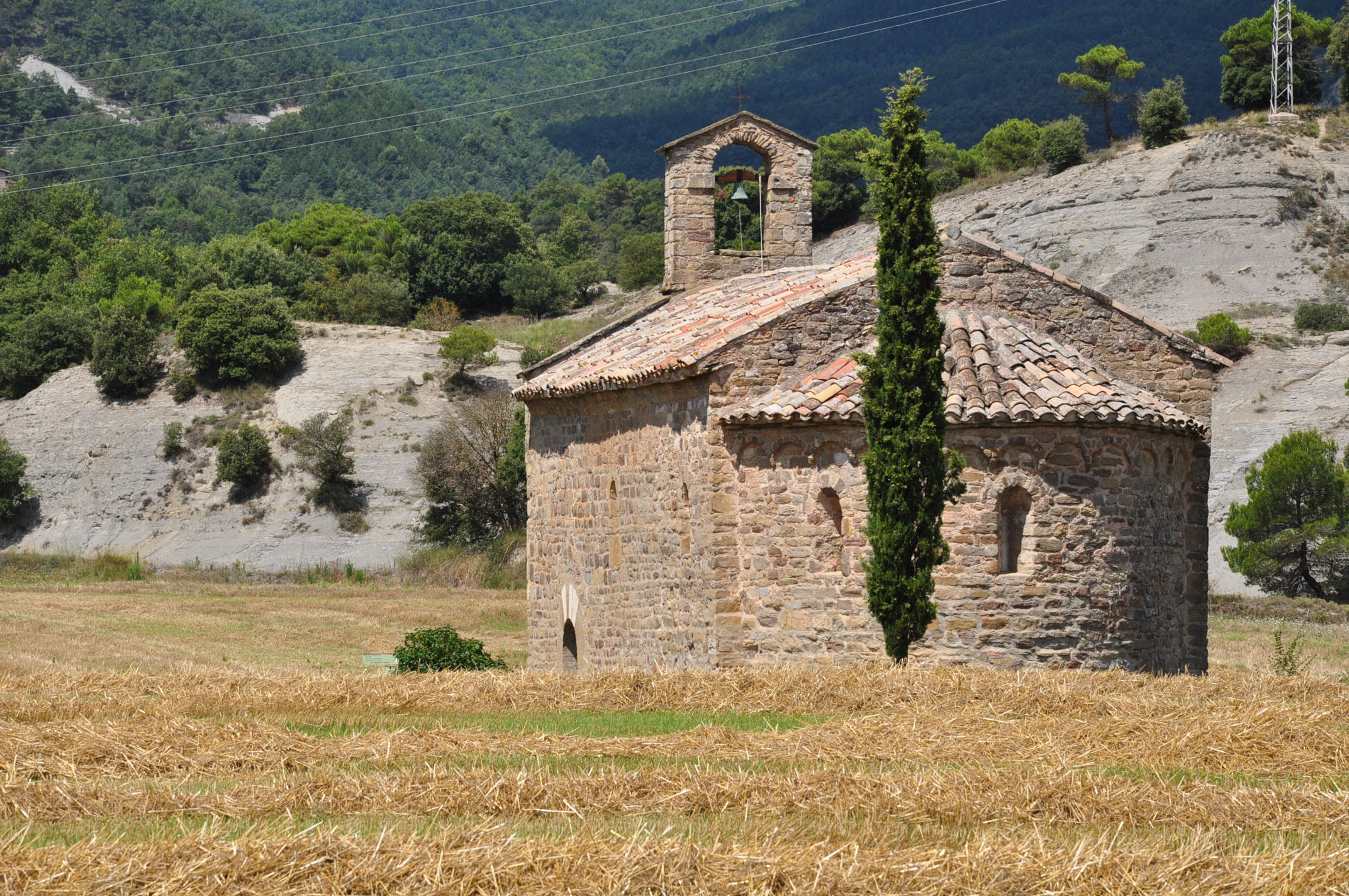

La iglesia de Sant Miquel de Vilageriu está situada a 500 metros de la ciudad de Tona en la comarca catalana de Osona. La iglesia se menciona como Sant Miquel de Vilageliu en los mapas por el Institut Cartogràfic de Catalunya, pero se llama Sant Miquel de Vilageriu de señales locales.
Se hace mención de ella en el año 958 como situada in Villa Gerile, ya que dependía de los señores de Rocafort que también eran señores de Vilageriu.

## El edificio
La iglesia del siglo X fue reedificada en el siglo XII y reformada en el XVIII, aunque sin grandes modificaciones.
Consta de una sola nave, dividida en tres tramos con arcos torales, las columnas son semicilíndricas y con bóveda de sección rectangular. El ábside semicircular tiene bóveda de cañón.
En el exterior, solo el ábside tiene decoración de arcuaciones lombardas sin lesenas y dos ventanas. En el muro sur está la puerta de entrada con arco de medio punto.
Tiene un pequeño campanario de espadaña de un solo hueco, colocado en la parte oeste de la iglesia.